# Воронцовская волость (Покровский уезд)
Воронцовская волость — историческая административно-территориальная единица в составе Покровского уезда Владимирской губернии. Волостной центр — деревня Ларионово. Ныне территория Петушинского района Владимирской области.

## История
В середине XII — начале XIII веков территория принадлежала Ростово-Суздальскому княжеству.

## Населённые пункты
По данным на 1905 год из книги Список населённых мест Владимирской губернии в Воронцовскую волость входили следующие населённые места:
- Алексино (село)
- Анкундиново (в настоящее время название деревни — «Анкудиново»
- Арханино
- Архангел (погост)
- Близнецово
- Вишенки
- Волково
- Кн. Воронцова Гр. Шувалова имение
- Выползово
- Денисово
- Денисово лесная сторожка Кн. Воронцовой-Дашковой (при одноимённой деревне)
- Елисейково
- Карповой мельница и кирпичный завод
- Крысики
- Ларионово
- Логинцево
- Логинцево лесная сторожка Кн. Воронцовой-Дашковой (при одноимённой деревне)
- Лопырёво (в настоящее время деревня называется Лопыри)
- Матрёнино (погост)
- Неугодово
- Павлово
- Пахомово
- Пески
- Пески лесная сторожка Кн. Воронцовой-Дашковой (при одноимённой деревне)
- Плешки
- Плешки лесная сторожка Кн. Воронцовой-Дашковой (при одноимённой деревне)
- Подвязново
- Подвязново лесная сторожка Кн. Воронцовой-Дашковой (при одноимённой деревне)
- Спирино
- Степаньково
- Суковатово
- Суковатово лесная сторожка Кн. Воронцовой-Дашковой (при одноимённой деревне)
- Таратино
- Туйково
- Филатово
- Филатьево
- Филатьево лесная сторожка Кн. Воронцовой-Дашковой (при одноимённой деревне)
- Филино
- Черкасово
- Черкасово мельница Кн. Воронцовой-Дашковой 2 штуки (при одноимённой деревне)

## Волостное правление
Административным центром волости была деревня Ларионово.
По данным на 1900 год: волостной старшина — Иван Степанович Мартынов, писарь — Михаил Никитич Соколов.
По данным на 1910 год: волостной старшина — Михаил Филиппов, писарь — Михаил Мелентьев

## Население
В 1890 году Воронцовская волость Покровского уезда включает 8309 десятин крестьянской земли, 28 селений, 603 крестьянских дворов (32 не крестьянских), 2201 душ обоего пола.

## Промыслы
По данным на 1895 год жители волости занимались отхожими промыслами (прислуга, каменотёсы, лакеи, дворники, кухарки, плотники). Местными промыслами не занимались.